# Авдеенко, Евгений Андреевич
Евге́ний Андре́евич Авде́енко (23 ноября 1952 — 25 июля 2014) — русский православный мыслитель, богослов, переводчик, педагог. Один из основателей и педагог первой в постсоветской России православной классической гимназии

## Биография
Родился в Москве. Окончил философский факультет МГУ по кафедре истории зарубежной философии (1975).

## Научное наследие
В сфере научных интересов Авдеенко была античная философия и мифология, патристика, историософия, библеистика, экзегетика, классическая и русская филология. Наибольшую известность Авдеенко получил как богослов, занимающийся философским осмыслением и филологическим истолкованием Ветхого Завета на основе параллельного анализа текстов на древнееврейском и древнегреческом языках. Основываясь на Библии, Авдеенко предложил парадигму истории, в центре которой стоит противопоставление двух духовных начал — «Каин и каиниты» и «сыны Божии». Эти начала проявляются в народах, религиозных общностях и отдельных людях. Авдеенко выдвинул теорию об архетипичности понятий «Каин» и «Вавилон», которые имеют свое смысловое завершение в идеологии трансгуманизма. Также он предложил трактовки крупномасштабных различий в Септуагинте и Масоретском тексте, имеющих принципиальное значение для основ иудаизма и христианства.
В период преподавания в школе Е. А. Авдеенко разработал и внедрил в гимназическое образование учебные курсы по античной и русской культуре, древнегреческому эпосу, лирике и трагедии. Эти наработки легли в основу монографий «Гомер: мировоззрение эпоса», «Эсхил. Софокл. Богословие античной трагедии», «Евгений Онегин: Рок, Идеал, Жизнь (уроки по Пушкину)» (готовятся к печати).

## Герменевтический метод
Авдеенко исходит из нераздельности символического языка Ветхого и Нового Завета и настаивает на параллельном анализе текстов Ветхого Завета на древнееврейском и древнегреческом языках как равноправных. При этом различия Септуагинты и Масоретского текста могут рассматриваться либо как интерпретирующий перевод, являющийся древнейшим и авторитетнейшим для христиан опытом толкования, либо как след работы «последних редакторов» (масоретов), стремящихся нивелировать места, имеющие христологический смысл. Необходимость изучать Библию Авдеенко объяснял так: 
К интенсивному изучению Священного Писания меня побудила необходимость понимать, что происходит в современном мире, потому что все, что нам сообщается, не получало достаточного освещения из тех источников, которые находятся во власти общего гуманистического движения. То есть понять, что происходит в современном мире без Священного Писания, без опоры на категории, которые в нём даны, невозможно.
Будучи педагогом Православной классической гимназии, Авдеенко полагал, что изучение и преподавание вершинных памятников литературы всегда приводит к богословской проблематике и требует расширять мировоззрение, свое и ученика, до фундаментальных понятий мировой истории. Точкой зрения на мировую историю и её вершинные достижения является Священное Писание.